# Cool jazz
Cool jazz (z ang. chłodny) – styl w muzyce jazzowej, który rozwijał się w końcówce lat 40. i w latach 50. XX wieku. Agresywności bebopu przeciwstawiał on brzmienie i aranżacje wyciszone i stonowane. Unowocześniono w nim współbrzmienie harmoniczne i sposób improwizacji (został bardziej zbliżony do awangardowej muzyki koncertowej z połowy XX wieku). Często postrzegany jest jako muzyka pozbawiona emocji. Podstawy ideologiczne i teoretyczne tego stylu stworzył Lennie Tristano.

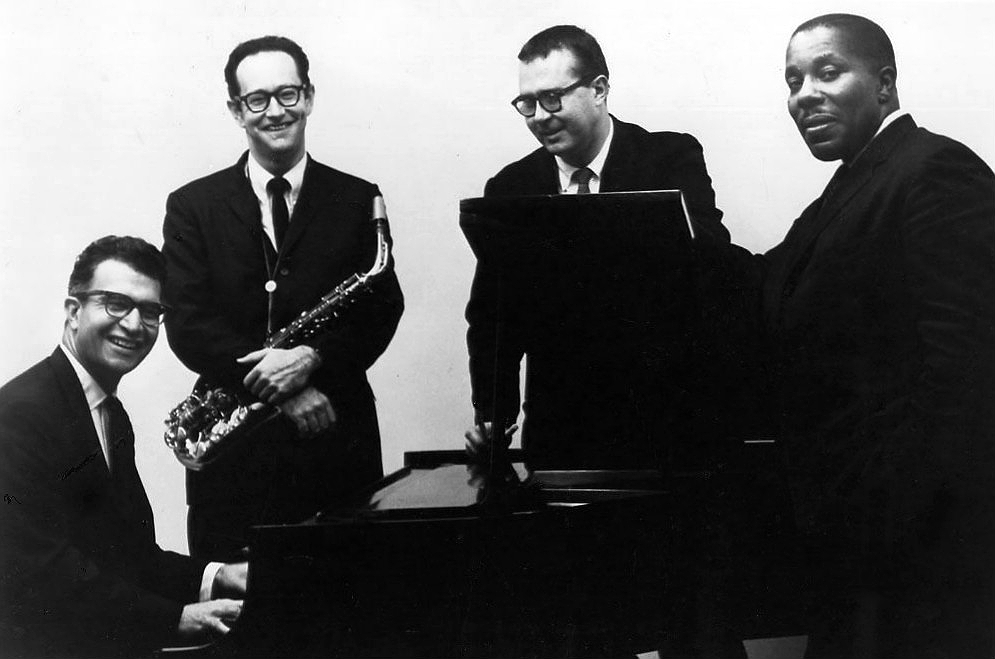
The Dave Brubeck Quartet w 1962 roku

Za początek cool jazzu uważa się nagranie Early Autumn (1948) orkiestry Woody'ego Hermana ze Stanem Getzem oraz album nonetu Milesa Davisa Birth of the Cool (1949).
Najważniejszymi twórcami cool jazzu byli Stan Getz, Dave Brubeck, Paul Desmond, Miles Davis i Chet Baker.